# Rivière du Gouffre Sud-Ouest
Pour les articles homonymes, voir Gouffre.
La rivière du Gouffre Sud-Ouest est un affluent de la rive est de la partie intermédiaire de la rivière du Gouffre, coulant dans le territoire non organisé de Lac-Pikauba et la municipalité de Saint-Urbain, dans la municipalité régionale de comté (MRC) de Charlevoix, dans la région administrative de la Capitale-Nationale, dans la province de Québec, au Canada.
Les parties inférieures et intermédiaires de cette vallée sont desservies par une route forestière secondaire. La sylviculture constitue la principale activité économique de cette vallée ; les activités récréo-touristiques, en second.
La surface de la rivière du Gouffre Sud-Ouest est généralement gelée du début de décembre jusqu'au début de avril ; toutefois la circulation sécuritaire sur la glace se fait généralement de la mi-décembre jusqu'à la fin mars. Le niveau de l'eau de la rivière varie selon les saisons et les précipitations ; la crue printanière survient généralement en avril.

## Géographie
La rivière du Gouffre Sud-Ouest prend sa source au sud du lac Prime (longueur : 1,6 km ; altitude : 724 m) situé en zone forestière et encaissée dans les montagnes.
À partir de sa source le cours de la rivière du Gouffre Sud-Ouest descend sur environ 30 km dans une vallée généralement encaissée, avec une dénivellation de 518 m, selon les segments suivants :
- vers nord jusqu'à la décharge du lac Fabre ;
- vers l'est jusqu'au ruisseau aux Mouches venant du sud.
- vers le nord jusqu'à la décharge venant du nord-ouest du lac de la Truite, puis vers le nord-est dans une vallée encaissée, en courbant vers l'est en fin de segment, jusqu'à la décharge du Lac du Gros Castor venant du nord ;
- vers l'est dans une vallée encaissée en passant au sud du Mont des Lièvres (altitude : 950 m), du Mont des Perdrix (altitude : 953 m), du Mont des Morios et de la Tette du Mont, jusqu'à un ruisseau venant du nord-ouest ;
- vers l'est en formant une grande boucle vers le sud en début de segment, et en traversant une longue série de rapides, en recueillant un ruisseau (venant du nord-ouest), jusqu'à un ruisseau venant du nord-ouest ;
- vers le sud-est en recueillant un ruisseau venant du nord-ouest et un autre venant de l'ouest jusqu'au ruisseau des Bergeron venant du nord-est ;
- vers le sud en formant une grande boucle vers l'ouest pour recueillir un ruisseau (venant de l'ouest), jusqu'à la décharge du Lac aux Bleuets venant de l'ouest ;
- vers le sud-est, en formant quelques boucles jusqu'à la décharge de deux lacs venant du nord ;
- vers le sud-est en formant quelques boucles, jusqu'à son embouchure[2].

La rivière du Gouffre Sud-Ouest se déverse en aval d'une boucle de rivière sur la rive ouest de la rivière du Gouffre, dans la municipalité de Saint-Urbain.
À partir de l'embouchure de la rivière du Gouffre Sud-Ouest, le courant descend sur 41,7 km avec une dénivellation de 202 m en suivant le cours de la rivière du Gouffre laquelle se déverse à Baie-Saint-Paul dans le fleuve Saint-Laurent.

## Toponymie
Selon une recherche effectuée en cartographie, cette désignation toponymique parait sur la carte régionale du ministère des Terres et Forêts, édition 1915. Cette désignation parait également sur la carte régionale numéro 3-Est, 1943. Les variantes toponymiques de ce cours d'eau sont : Bras Nord-Ouest, Bras Sud-Ouest, Nord-Ouest de la Rivière du Gouffre, Rivière Croche et Rivière du Gouffre Nord-Ouest.
Le toponyme « rivière du Gouffre Sud-Ouest» a été officialisé le 5 décembre 1968 à la Banque des noms de lieux de la Commission de toponymie du Québec.